# مايكل وودس
مايكل أنتوني وودس (Micheal Anthony Woods) أو فقط مايكل وودس (Michael Woods) هو دي جي و منتج موسيقى و ريمكسرز إنجليزي.

## روابط خارجية
- مايكل وودس على موقع ميوزك برينز (الإنجليزية)
- مايكل وودس على موقع ديسكوغز (الإنجليزية)